# Olga Morózkina
Olga Morózkina (en ruso: Ольга Морозкина; 1983) es una deportista rusa que compitió en escalada.
Ganó una medalla de plata en el Campeonato Europeo de Escalada de 2008, en la prueba de velocidad. Además, consiguió una medalla de bronce en los Juegos Mundiales de 2009.

## Palmarés internacional
| Campeonato Europeo | Campeonato Europeo | Campeonato Europeo | Campeonato Europeo |
| Año                | Lugar              | Medalla            | Prueba             |
| ------------------ | ------------------ | ------------------ | ------------------ |
| 2008               | París (Francia)    | Medalla de plata   | Velocidad          |